# Order Cedru
Order Narodowy Cedru (arab. وسام الأرز الوطني) – libański order ustanowiony 31 grudnia 1936 i zreformowany 12 czerwca 1959. W hierarchii libańskich odznaczeń znajduje się na drugim miejscu za Orderem Zasługi, a przed Medalem Wojskowym.
Nadawany za niezwykłe zasługi lub akty nadzwyczajnej odwagi, może być przyznany również obcokrajowcom i kobietom. Nazwa odznaczenia pochodzi od biblijnego cedru libańskiego, występującego również w herbie Libanu.
Podzielony jest na pięć klas:
- Wielka Wstęga (może być przyznana z Wielkim Łańcuchem),
- Wielki Oficer,
- Komandor,
- Oficer,
- Kawaler[1][2].